# Ján Pakán
Ján Pakán (* 4. září 1938) byl slovenský a československý politik Komunistické strany Slovenska a poslanec Sněmovny lidu Federálního shromáždění za normalizace.

## Biografie
K roku 1976 se profesně uvádí jako slévač.
Ve volbách roku 1976 zasedl do Sněmovny lidu (volební obvod č. 171 – Martin, Středoslovenský kraj). Mandát obhájil ve volbách roku 1981 (obvod Martin) a volbách roku 1986 (obvod Martin). Ve Federálním shromáždění setrval do ledna 1990, kdy rezignoval v rámci procesu kooptací do Federálního shromáždění po sametové revoluci.